# Dreamslayer
Dreamslayer es un personaje ficticio, un poderoso supervillano de DC Comics y parte de la pandilla del mal llamado Extremistas. Al igual que los otros extremistas, es un homenaje a un personaje de Marvel Comics, en este caso Dormammu. Apareció por primera vez en Justice League Europe #15 (junio de 1990), y fue creado por Keith Giffen, Gerard Jones y Bart Sears.

## Biografía del personaje
Originalmente, se creía que Dreamslayer era simplemente una versión robótica de una entidad viviente anterior, como sus camaradas, pero resultó ser real, o al menos su mente lo era. Como parte del grupo, Dreamslayer mató a la mayoría de la gente en Angor, su Tierra alternativa. Sigue a la Tierra con los cuatro humanos supervivientes de su mundo, Mitch Wacky, Wandjina, Silver Sorceress y Blue Jay. Él posee a Maxwell Lord, luego secuestra a Mitch Wacky, el brillante inventor que había creado los robots de sus camaradas. Wacky es llevado a la isla móvil de Kooey Kooey Kooey, cuya gente Dreamslayer había esclavizado mentalmente a través de Maxwell Lord. Wacky, que no era saludable para empezar, se vio obligado a trabajar todo el día con los extremistas robóticos. Solo pudo reparar a Lord Havok debido a suministros limitados. Tan pronto como Havok estuvo en funcionamiento, Dreamslayer golpea el cuello de Wacky.
Silver Sorceress atacó la isla, junto con sus camaradas de la Liga de la Justicia. Los nativos de la isla, mentalmente controlados por Dreamslayer, atacaron, debido al el deseo de la Liga de no dañar a los nativos inocentes, la Hechicera pierde la vida, ya que es golpeada con una flecha en el estómago. Antes de morir, neutraliza a Dreamslayer en una batalla mística. Regresa más de una vez para acosar a Supergirl y a la Liga de la Justicia. Durante un historia él fue usado y engañado por el villano Overmaster. También fue visto en el crossover de JLA/Avengers, apuntando a Ojo de Halcón y Flash con un rayo de energía.

## Otras versiones
La Countdown Presents: Lord Havok and the Extremists la miniserie de los extremistas representan las acciones del universo alternativo Dreamslayer de Tierra 8. Tras el regreso del Multiverso DC, la versión de Lord Havok y los extremistas de otro universo se basa en Tierra-8. En esta versión, Dreamslayer es el autoproclamado dios de su propia religión, Dreamology. En el número #4 de Lord Havok y los extremistas, Dreamslayer se revela como un demonio, que reunió seguidores para honrarlo y traer un recipiente anfitrión adecuado. Dreamslayer poseía a un hombre llamado Louie Marino, y procedió a matar a sus seguidores, antes de que un hombre con capa (más tarde se revelara como Lord Havok) lanzara un hechizo para debilitarlo. El hombre transfirió Dreamslayer del cuerpo de Louie al cuerpo de su hermana Louise Marino, con la esperanza de que su mente más fuerte pudiera mantener al demonio a raya.

## JLA/Avengers
Durante la serie JLA/Avengers, Dreamslayer es uno de los villanos cautivados que defiende la fortaleza de Krona cuando los héroes la asaltan en el #4. Aparentemente mata a Flash (Barry Allen)  y a Ojo de Halcón, y luego es derrotado por un vengativo Linterna Verde.

## Poderes y habilidades
Dreamslayer tiene grandes poderes sobrenaturales que él dibuja desde la dimensión de los terrores. Ha mejorado su fuerza, resistencia y durabilidad, puede generar y proyectar llamas, teletransportarse, leer mentes y comunicarse telepáticamente, manipular la materia, poseer otros seres y volar. Como una entidad parecida a a El Espectro, es poco probable que sea asesinado por medios convencionales.

## En otros medios

### Televisión
Dreamslayer aparece en el episodio 2 "La Sombra del Halcón" de la tercera temporada de la serie animada Liga de la Justicia Ilimitada interpretado por John DiMaggio. Él aparece junto a los otros extremistas que luchan contra la Liga de la Justicia en Gotham City. Posteriormente es derrotado por Linterna Verde (John Stewart).